# Вершилова, Пелагея Альбертовна
Пелагея Альбертовна Вершилова (9 декабря 1904, Петербург Российская Империя — 18 августа 1992, Москва, РФ) — видная советская учёная, микробиолог и эпидемиолог, разработчик вакцин и сывороток, академик АМН СССР (1971—91), ученица О. О. Гартоха и П. Ф. Здродовского.

## Биография
Родилась 9 декабря 1904 года в Петербурге в семье Альберта Игнатьевича Вершилова, слесаря турбинного цеха Невского завода. В 1923 году поступила в Петроградский медицинский институт, который окончила в 1928 году уже под названием «Ленинградский». В 1930 году устроилась на работу в Институт эпидемиологии и микробиологии в Ленинграде, где проработала до 1934 года. Три года — с 1932 по 1934 — ездила в горные районы Азербайджана, где изучала очаги бруцеллёза. Вступила в коммунистическую партию.
В 1934 году переехала в Москву и устроилась работать в Всесоюзный институт экспериментальной медицины (ВИЭМ), где до 1941 года заведовала отделом бруцеллёза и являлась начальником отдела опасных инфекций министерства здравоохранения СССР. В том же году получила квартиру в Москве по адресу Новинский бульвар, 25, к.10, где прожила вплоть до 1973 года.
В 1941 году в связи с началом войны сотрудники ВИЭМ были эвакуированы на восток и Пелагея Вершилова попала в Казань, где до 1943 года занимала должность директора Казанского института эпидемиологии и микробиологии. Под её руководством институт освоил производство сывороток от газовой гангрены и столбняка, препаратов против дизентерии и брюшного тифа. За два года с начала войны выпуск вакцин в Казани удалось увеличить в пять раз.
В 1943 году возвратилась в Москву и до 1949 года заведовала отделом Института эпидемиологии и микробиологии МЗ РСФСР. В 1952 году Пелагеей Вершиловой разработана живая противобруцеллёзная вакцина для людей, сохраняющая свои защитные свойства в течение года. В 1952 году перешла на работу в аналогичный институт АМН СССР, где с 1952 по 1956 год занимала должности заместителя директора, с 1961 по 1964 год — директора, а с 1964 по 1992 год заведовала лабораторией бруцеллёза. В 1973 году переехала в новый жилой дом по адресу Улица Гамалеи, 19, к.1, где прожила до своей смерти.
Скончалась 18 августа 1992 года в Москве. Похоронена на Кунцевском кладбище.
Муж — хирург, военный врач 2 ранга Алексей Никитич Емельянов — погиб в 1941 году. Сын Борис (1941—2018).

## Научная деятельность
Основные научные работы посвящены эпидемиологии, патогенезу бруцеллёза и изучению защитных реакций организма при этом заболевании. Автор около 200 научных работ, монографии и 2 авторских свидетельства на изобретение, автор живой высокоэффективной вакцины против бруцеллёза, которая широко применяется в здравоохранении.
Показала, что основой иммунитета при бруцеллёзе является фагоцитоз.

### Основные работы
- Заразные болезни, передающиеся от животных человеку. (Бруцеллез, туляремия, лептоспироз). М., 1955 (в соавт.);
- Бруцеллез в СССР и пути его профилактики. М., 1970 (в соавт.);
- Бруцеллез. 2-е изд., перераб. и доп. М., 1972 (в соавт.);
- Патогенез и иммунология бруцеллеза. Эксперим. данные. М., 1974 (в соавт.).

## Награды и премии
Двукратный лауреат:
- Орден Знак Почёта.
- Орден Ленина.
- Орден Трудового Красного Знамени.

Лауреат премии имени Н. Ф. Гамалеи.

## Память
В память о Вершиловой безымянной площади у дома, где она проживала, вблизи примыкания улицы Гамалеи к улице Академика Ермольевой в Москве, в районе Щукино (СЗАО), присвоено название площадь Академика Вершиловой.